# Fritz Danner (Turner)
Friedrich „Fritz“ Danner (* 26. Oktober 1877 in Mülhausen; † unbekannt) war ein deutscher Kunstturner.

## Biografie
Fritz Danner nahm bei den Olympischen Sommerspielen 1900 in Paris im Einzelmehrkampf teil, wo er den 79. Rang belegte.